# 大東亜戦争軍票

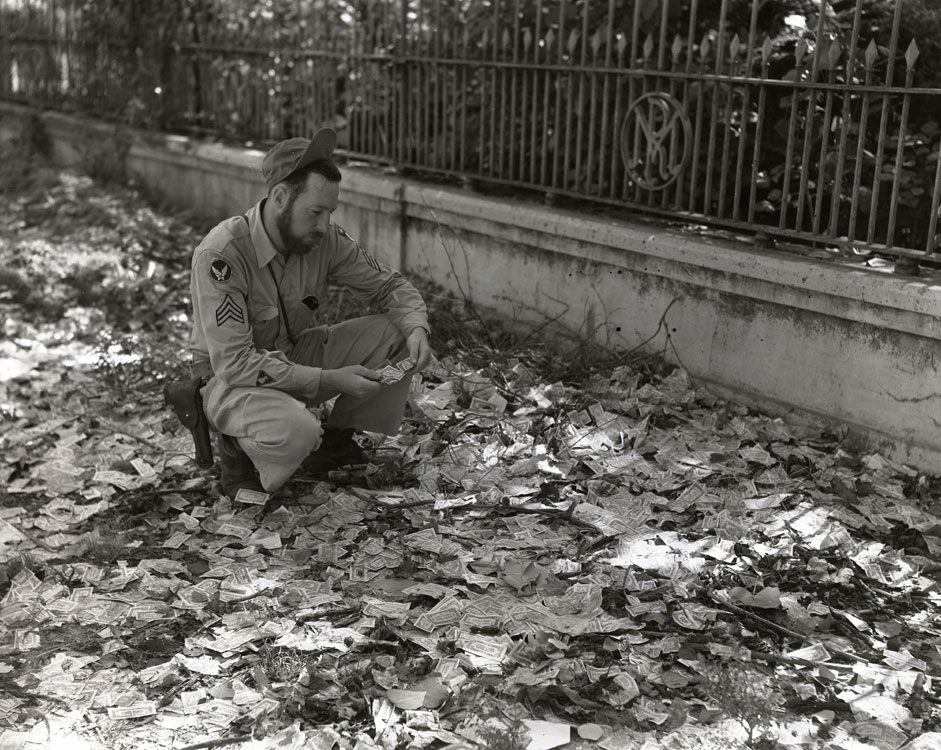
ビルマのラングーンで道端に捨てられた大東亜戦争軍票（1945年）

大東亜戦争軍票（だいとうあせんそうぐんぴょう）とは、日本が第二次世界大戦中に東南アジアを占領した太平洋戦争（大東亜戦争）に於て、これらの占領地で日本軍が発行した軍用手票（軍票）の総称である。
1941年以後にアジア・太平洋地域の各地で発行され、各占領地域で従来発行されていた通貨単位を踏襲したため、各占領地の軍票の通貨単位も異なっていた。そのため多くのシリーズがあり、種類も多い。

## 概略
日本軍は日清戦争以降、軍事行動の際に必要な資材や労働力の代償として各種の軍票を発行していた。これらのものは戦後処理などにより後に日本政府が正貨と交換しており、日清戦争からシベリア出兵まで日本軍の発行した軍票はほぼ全てが回収されていた。
しかし1937年の盧溝橋事件直後の「軍用手票発行要領（昭和十三年九月二十二日閣議決定）」以後に発行された、日中戦争（支那事変）における日華事変軍票以降は各種の軍票が発行されるようになった。そして、1941年12月のマレー作戦を境に勃発した太平洋戦争によりアジア・太平洋地域全域に戦端が拡大したが、11月1日に賀屋興宣大蔵大臣により「南方外貨表示軍票」の発行を決裁した。これが南方各占領地域で使用した各種の軍票である。

## 各占領地域の軍票

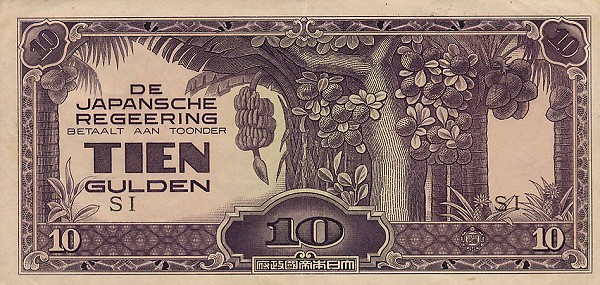
太平洋戦争中、蘭領インドネシアで日本軍が使用した10グルデン軍票（1942年）

### は号券
- 旧オランダ領インドネシア（オランダ領東インド）で発行。単位はグルデン。後に日本が設立した現地金融機関「南方開発金庫」発行の軍票に移行した際にルピアに通貨単位が変更された。

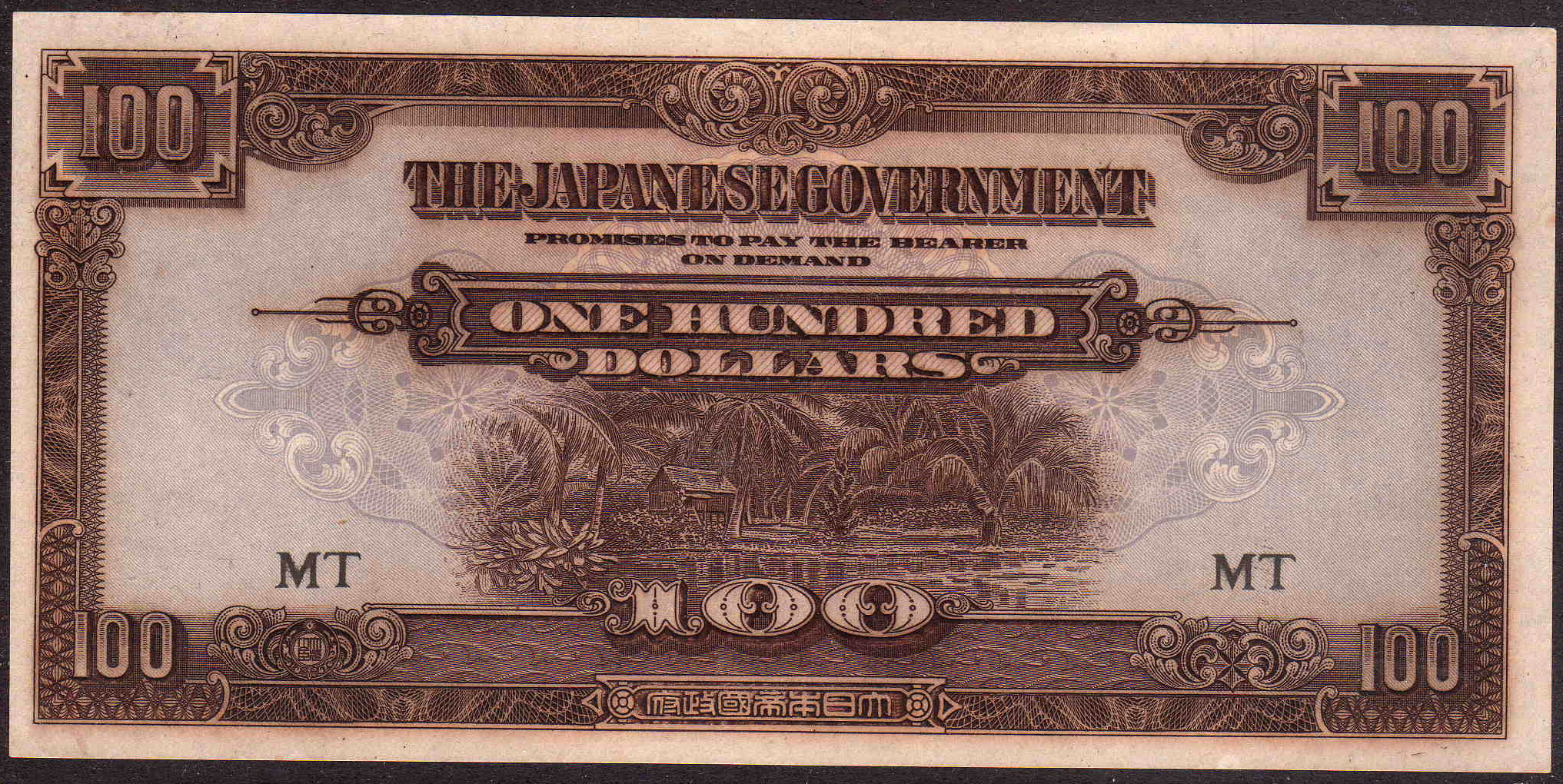
太平洋戦争中、マレー半島で日本軍が使用した100ドル軍票（1942年）

### に号券
- 旧イギリス領マレーシア（イギリス領マラヤ）で発行。単位は海峡ドル（英語版）。1942年から1945年にかけて、占領下のマレー半島(シンガポール、マラヤ、北ボルネオなど)で使用され、10ドル札にバナナの樹が描かれていることから、バナナマネーと通称された[2]。

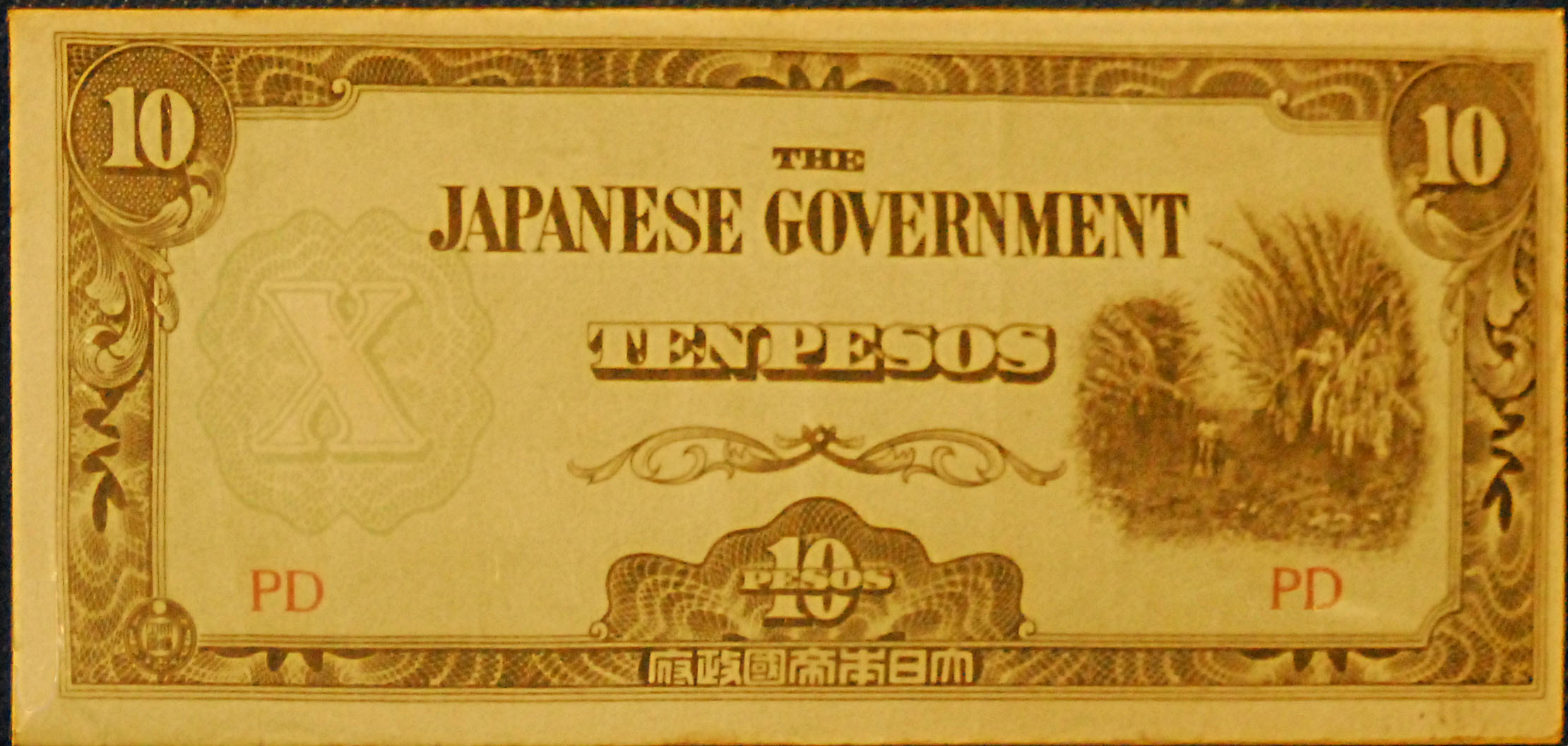
太平洋戦争中、フィリピンで日本軍が使用した10ペソ軍票（1942年）

### ほ号券
- 旧アメリカ領フィリピン（アメリカ領フィリピン）で発行。単位はペソ。フィリピンでは軍票の濫発が激しかったため、猛烈なインフレーションに陥った。また現存するものの中には日本に補償を求めるスタンプを押したものが存在する。これは軍票所持者から信託を受けた団体が受領書を交付し、団体ではスタンプを押して管理していた名残である。

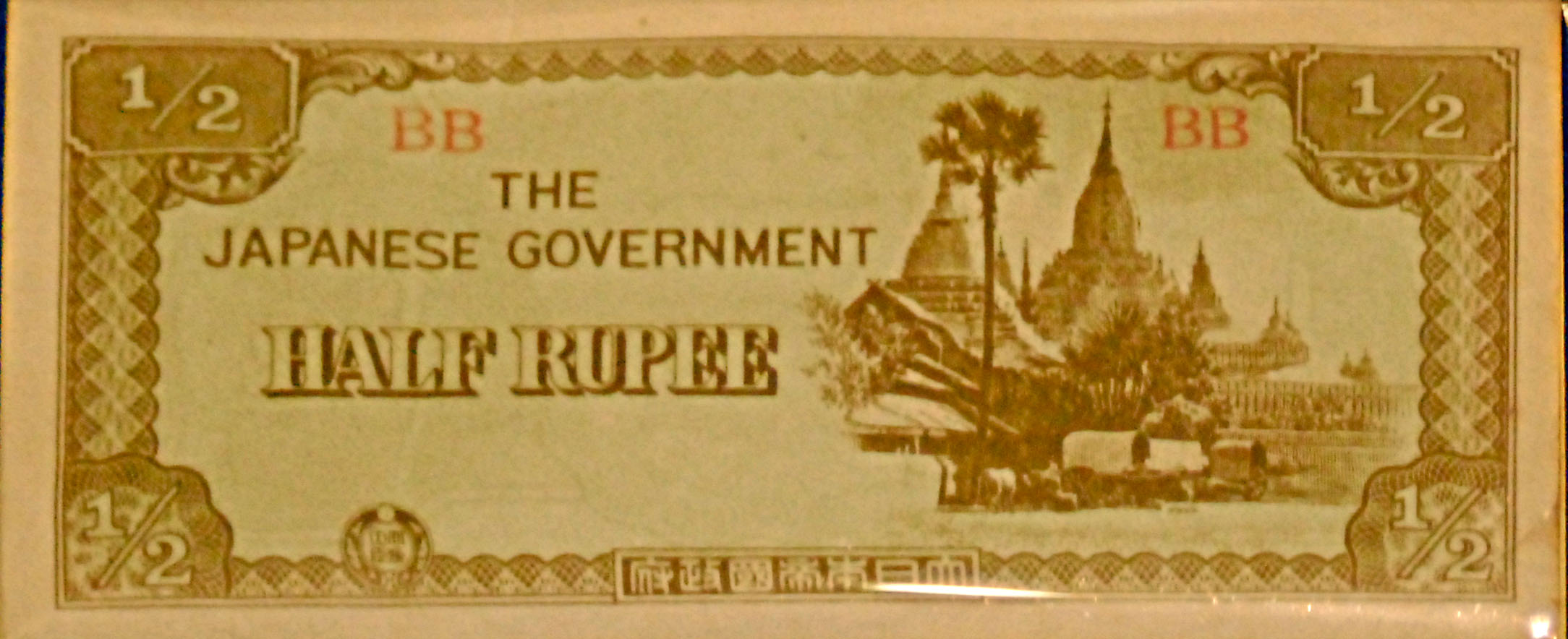
太平洋戦争中、英領ビルマで日本軍が使用した1/2ルピー軍票（1942年）

### へ号券
- 旧イギリス領ミャンマー（イギリス領ビルマ）で発行。単位はルピー

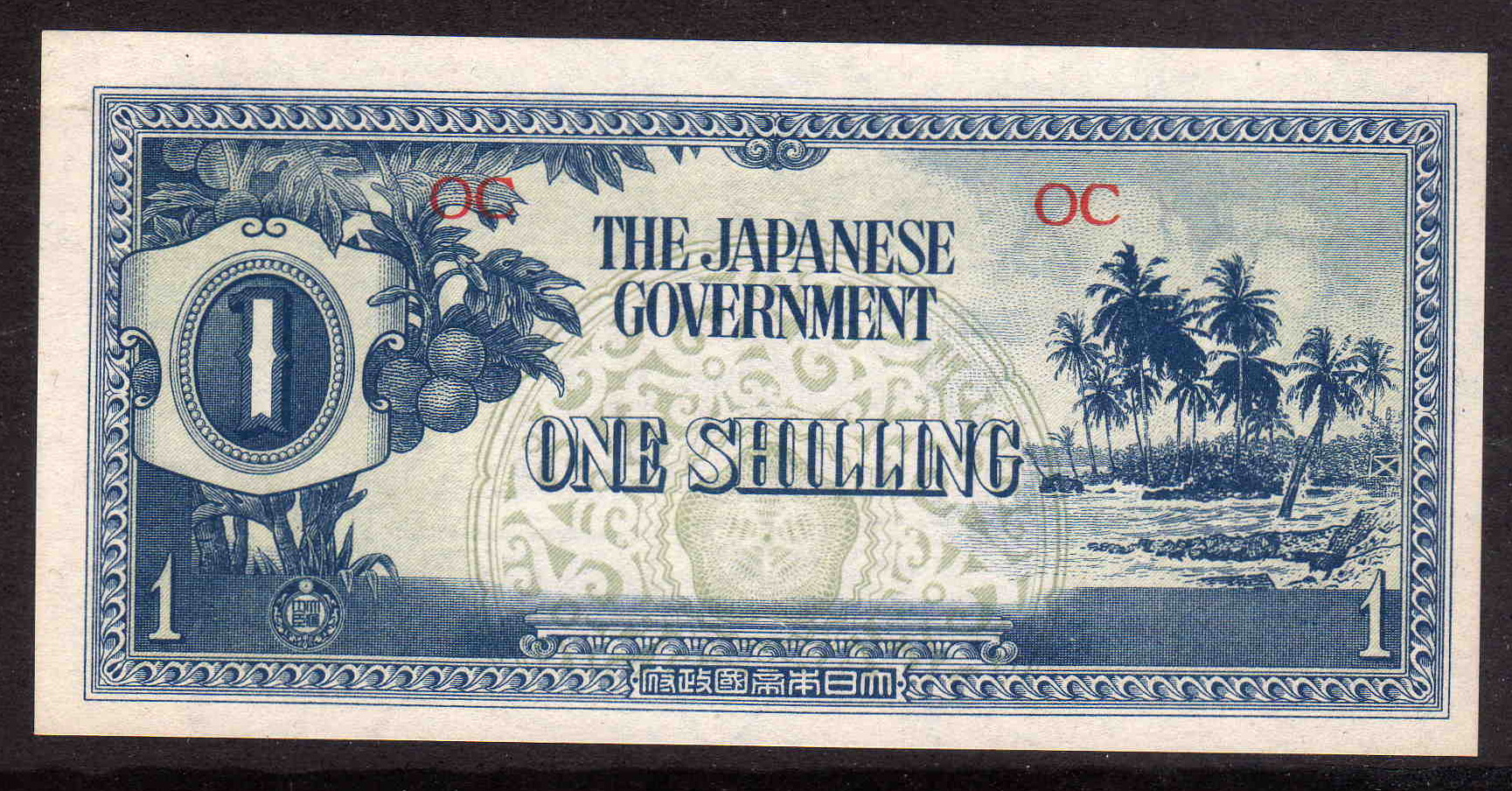
太平洋戦争中、南太平洋地域で日本軍が使用した1シリング軍票（1942年）

### と号券
- 英領太平洋地域で発行。単位はポンド。ガダルカナル島など太平洋島嶼部の占領地で使用されたが、現地では貨幣経済を必要としない部族社会であったため、実際に殆ど使用されなかったといわれている。

## 関連法規
明治37年2月
軍用手票製造及び使用法（大蔵大臣）
大正3年9月3日
臨時派遣部隊軍資金支弁順序（大蔵省）軍票発行
大正4年5月9日
青島守備軍「公報」第16号軍告示軍票及び圓銀壱圓均照左開行市換算
大正7年7月18日
金兌換軍票、金貨及び外国貨幣取扱手続
大正7年8月7日
シベリア及び北満へ出兵の場合に於ける軍用手票取扱順序大蔵大臣より陸軍大臣へ
秘乙第1812号
昭和13年9月22日
軍用手票発行要領（閣議決定）
支那事変派遣経費支弁軍用手票取扱手続（大蔵大臣達）
支那事変派遣部隊経費支弁軍用手票取扱手続の実行方に関する件（理財局長依命通牒）
昭和16年12月15日
邦銀に於ける軍票対法幣取引開始に関する件
昭和16年12月16日
軍票対旧法幣の正金建値相場実施（売25円）
昭和17年3月9日
軍票公定建値を儲備銀行建てに改訂（売20円）
昭和17年5月28日
上海に於ける銭莊の軍票取引許可制に関する件
上海に於ける銭莊の軍票取引取締規定
昭和17年5月31日
邦銀に於ける軍票対新法幣売買に関する件
昭和17年6月1日
銭莊の軍票引き取り許可制実施
昭和17年6月19日
軍票対新法幣の交換相場及び手数料に関する件
昭和17年6月20日
奥地軍票対儲備券交換取扱変更に関する通牒
昭和17年6月22日
軍票対儲備券の正金建値を18円1本に改定
奥地に於ける軍票対儲備券の両面交換実施
昭和17年6月24日
南京に於ける軍票対旧法幣片交換廃止に関する件通牒
昭和17年7月14日
蘇州、常州、無錫に於ける軍票対旧法幣片交換廃止に関する件通牒
昭和20年3月19日
紙幣、軍票、銀行券の製造確保緊急対策に関する件
昭和20年9月16日
日本帝国大蔵省声明

## 文献情報
- 石原幸一郎編纂「日本紙幣収集事典」、原点社、2005年
- 岩武照彦、「日本軍票の貨幣史的考察（一）」『アジア研究』 1980年 27巻 1号 p.61-82, doi:10.11479/asianstudies.27.1_61
- 岩武照彦、「日本軍票の貨幣史的考察（二）」『アジア研究』 1980年 27巻 2号 p.43-96, doi:10.11479/asianstudies.27.2_43